# فالي دي فايلافيردي
بلدية فالي دي فايلافيردي (بالإسبانية: Valle de Villaverde)‏، هي إحدى بلديات منطقة كانتابريا, المصنفة على أنها مقاطعة أيضاً، في شمال إسبانيا.
يبلغ عدد سكانها 366 نسمة وفقاً لإحصائية سنة (2002).